# Brian Baudouin
Pour les articles homonymes, voir Baudouin.
Brian Baudouin, né le 10 juin 1994 au Chesnay, est un tireur sportif français.

## Carrière
Brian Baudouin est médaillé d'argent au tir à la carabine à 50 mètres à 3 positions par équipes à l'Universiade d'été de 2015 à Gwangju.
Il remporte la médaille d'argent au tir à la carabine à 10 mètres aux championnats d'Europe de tir à 10 mètres 2019 à Osijek puis la médaille d'argent au tir à la carabine à 10 mètres par équipes aux championnats d'Europe de tir à 10 mètres 2020 à Wrocław.
Il est médaillé d'or au tir à la carabine à 10 mètres par équipe mixte avec Océanne Muller aux championnats d'Europe de tir 2021 à Osijek ainsi qu'aux Jeux méditerranéens de 2022 à Oran.
Il est médaillé d'argent en tir à la carabine 50 mètres 3 positions par équipes aux Championnats du monde de tir 2022 au Caire.